# Зеледеево (Кемеровская область)
Зеледеево — деревня в Юргинском районе Кемеровской области России. Административный центр Зеледеевского сельского поселения.

## География
Деревня находится в северо-западной части области, на левом берегу реки Томь, на расстоянии примерно 30 километров (по прямой) к северу от районного центра города Юрга. Абсолютная высота — 99 метров над уровнем моря.

## История
Основано в 1600 году. В «Списке населенных мест Российской империи» 1868 года издания населённый пункт упомянут как заводское село Томского округа (2-го участка) при реке Томи, расположенное в 51 версте от окружного центра Томска. В селе имелось 65 дворов и проживало 310 человек (152 мужчины и 158 женщин). Функционировала православная церковь.
В 1911 году в селе Зеледеевском, входившем в состав Варюхинской волости Томского уезда, имелось 114 дворов и проживало 659 человек (326 мужчин и 333 женщины). Действовали церковь, церковно-приходская школа, хлебный магазин, три торговых заведения и водяная мукомольная мельница.
По данным 1926 года имелось 219 хозяйств и проживало 1157 человек (в основном — русские). Функционировали школа I ступени, изба-читальня и фельдшерский пункт. В административном отношении село являлось центром Зеледеевского сельсовета Болотнинского района Томского округа Сибирского края.

## Население
| 2010 |
| ---- |
| 586  |

Половой состав
По данным Всероссийской переписи населения 2010 года в гендерной структуре населения мужчины составляли 46,1 %, женщины — соответственно 53,9 %.
Национальный состав
Согласно результатам переписи 2002 года, в национальной структуре населения русские составляли 92 % из 607 чел.

## Улицы
Уличная сеть деревни состоит из пяти улиц.